# Monticalvari
El Monticalvari és una muntanya de 523 metres que es troba al municipi de les Planes d'Hostoles, a la comarca catalana de la Garrotxa.